# フリッツ・クライスラー国際コンクール
フリッツ・クライスラー国際コンクール（英語: International Fritz Kreisler Competition）は、ヴァイオリニスト・作曲家であるフリッツ・クライスラーの名を冠したヴァイオリンの国際コンクールである。
1938年以前からフリッツ・クライスラーがウィーン音楽アカデミーで最も優秀なヴァイオリニストに毎年賞を授与していたことに由来する。コンクール自体は、1979年に設立され、4年ごとにオーストリア、ウィーンで開催される。
参加資格には30歳以下の年齢制限がある。第1位は、賞金20,000ユーロ（2022年開催時点）であり、また、ザルツブルク音楽祭でウィーン交響楽団との共演の機会が与えられる。

## 開催年と入賞者
過去の優勝者などについては、公式ウェブサイトに掲載されている。

### 1979年（第1回）
- 第1位　ドミトリー・シトコヴェツキー （ソビエト連邦）
- 第2位　ヒロ・クロサキ （日本）
- 第3位　石川静 （日本）
- 第4位　ガブリエル・クロイトル （ルーマニア）
- 第5位　Mitcho Dimitrov （ブルガリア）

### 1983年（第2回）
- 第1位　マリア・バックマン （アメリカ合衆国）
- 第2位　久保田巧 （日本）
- 第3位　Marc Daniel van Biemen （オランダ）

### 1992年（第3回）
- 第1位　フローリン・クロイトル （ルーマニア）
- 第2位　レイチェル・バートン・パイン（英語版） （アメリカ合衆国）
- 第3位　トモ・ケラー （オーストリア）
- 第4位　ローラン・アルブレヒト・ブロイニンガー （ドイツ）
- 第5位　パトリシア・シー （カナダ）
- 第6位　ナターリヤ・リホポイ （ロシア）

### 1996年（第4回）
- 第1位　樫本大進（日本）
- 第2位　ジョヴァンニ・アンジェレーリ（イタリア語版） （イタリア）
- 第3位　ジョナサン・ガンデルスマン（英語版、ドイツ語版） （ロシア）

### 2000年（第5回）
- 第1位　セルゲイ・クリロフ（英語版） （ロシア）
- 第2位　セルゲイ・ハチャトゥリアン（アルメニア）
- 第3位　アレクシス・カルデナス（wikidata） （ベネズエラ）
- 第4位　ジュディ・カン（英語版） （カナダ）
- 第5位　小野明子（日本）
- 第6位 - 同順位2人による入賞
  - 石橋幸子（日本）
  - Ilja Marinkovic （セルビア）

### 2005年（第6回）
- 第1位　ファニー・クラマジラン （フランス）
- 第2位　レティシア・モレノ（英語版） （スペイン）
- 第3位　米元響子 （日本）
- 第4位　アンタル・シャライ （ハンガリー）
- 第5位　アンドレアス・純・ヤンケ （ドイツ）
- 第6位　ウツィア・マジアー（ドイツ語版） （ポーランド）

### 2010年（第7回）
- 第1位　ニキータ・ボリソ=グレブスキー（英語版） （ロシア）
- 第2位　エカテリーナ・フロロヴァ （ロシア）
- 第3位　アイレン・プリッチン（フィンランド語版） （ロシア）
- 第4位　Yura Lee（イ・ユラ） （韓国）
- 第5位　寺内詩織 （日本）
- 第6位　中村有人(Eugene Nakamura) （日本/カナダ）
- 第7位　イリヤ・マリンコビッチ （セルビア）

### 2014年（第8回）
- 第1位　 ジャン・ムラセック（チェコ語版） （チェコ）
- 第2位　 ウィリアム・ヘイゲン（英語版） （アメリカ）
- 第3位　 エマニュエル・チェクナヴォリアン （オーストリア）
- 第4位　 Danfeng Shen （中国）
- 第5位　 イオアナ・クリスティーナ・ゴイチャ（英語版） （ルーマニア）
- 第6位　 ロビン・ボリンジャー （アメリカ）
- 第7位　 岡田修一 （フランス）

### 2018年（第9回）
- 第1位　 ミラン・アル＝アシャブ（wikidata） （チェコ）
- 第2位　 アリス・リー （カナダ）
- 第3位　 パウル・クロップフィッツシュ （オーストリア）
- 第4位　 Soo-Hyun Park (パク・スヒョン) （韓国）
- 第5位　 坪井夏美 （日本）
- 第6位　 吉本梨乃（wikidata） （日本）

### 2022年（第10回）
- 第1位　ギド・サンタナ（英語版） （ブラジル）
- 第2位 - 同順位2人による入賞
  - マイケル・シャハム （イスラエル）
  - 吉本梨乃 （日本）
- 第4位　ラファエル・ヌスバウマー （スイス）
- 第5位　Amira Abouzahra （ドイツ）
- 第6位　エリー・チョイ （アメリカ）